# Ingeniería de Transición
La ingeniería de Transición es la disciplina ingenieril que trata la aplicación de: los principios científicos al diseño, la innovación y la adaptación de sistemas de ingeniería que satisfacen las necesidades actuales sin comprometer los sistemas ecológicos, sociales y económicos de los que generaciones futuras dependerán para satisfacer sus necesidades. Similar a como otros campos de ingeniería incorporan consideraciones de seguridad en los parámetros del diseño, en la ingeniería de transición se tiene en mente la sostenibilidad. La ingeniería de transición está emergiendo[¿cuándo?] como un campo capaz de dar a los ingenieros las herramientas necesarias para abordar la sostenibilidad en el diseño y la administración de sistemas de ingeniería. La ingeniería de transición es una campo interdisciplinario centrado en la problemática de la disponibilidad de recursos a largo plazo. Para ello identifica y desarrolla oportunidades de aumentar la resiliencia y adaptación ecológica de la sociedad.

## Visión general
Las profesiones de ingeniería emergen cuándo nuevas tecnologías, problemas o oportunidades surgen. Fue el caso de la ingeniería de seguridad cuando en los inicios del siglo XIX se popularizó para combatir accidentes laborales y índices de fatalidad. En los @1960s, la ingeniería medioambiental emergió como disciplina para reducir la contaminación industrial y mitigar su impacto en la calidad del agua y salud medioambiental. De la misma forma la ingeniería de calidad vino aproximadamente con la polarización de técnicas de producción en masa durante la Segunda Guerra Mundial y la necesidad de confirmar la calidad de los productos. Cuándo los sistemas de ingeniería tienen que cambiar ya sea por riesgos de fracaso, obsolescencia o modernización; la necesidad de cambios en la gestión es bien sabida. La ingeniería de transición se centra en: identificar aspectos insostenible en operaciones de sistemas de ingeniería actuales e innovar en proyectos que reduzcan la necesidad de energía, materiales o aspectos medioambientales y sociales insostenibles; y consecuentemente lleven a cabo un proceso inclusivo de administración para el cambio.
Hay dos problemas serios que causaron la aparición de la ingeniería de transición; el crecimiento exponencial en la concentración de dióxido de carbono en la atmósfera de la Tierra y la carencia de crecimiento y disminución inminente de la producción de petróleo, a veces caracterizado  como petróleo máximo. La concentración de dióxido de carbono en la atmósfera pasó el rango de los "climáticamente seguros" 350ppm en los @1990s, y actualmente supera los 420ppm, un nivel nunca antes alcanzado en la tierra desde hace 800,000 años.   La ingeniería de transición tiene como objetivo aprovechar el acceso restante de recursos energéticos de bajo coste y alto TRE para re-desarrollar todos los  aspectos de los sistemas de ingeniería urbana e industrial para adaptarse a la vez que el uso de combustibles fósiles se reduce dramáticamente.

## Aparición del campo pan-disciplinario
El reconocimiento del campo de la ingeniería de transición e ingeniería de transición energética empezó en 2010 cuándo la profesora asociada Susan Krumdieck de la Universidad de Canterbury, realizó una gira de conferencias en Nueva Zelanda como parte del IET’s 2010 Prestige lecturer.
En 2014 el libro de texto de ingeniería, "Principios de sistemas de energía sostenible" del profesor Frank Kreith, esmentó en el capítulo 13 la ingeniería de transición.
En 2017, la ingeniería de transición fue invitada al capítulo 32 del libro "Soluciones energéticas para combatir el calentamiento global".
En 2019, un texto entero con las metodologías y principios de la ingeniería de transición fue publicado, "Ingeniería de transición, construyendo un futuro sostenible".
Desde 2015 la ingeniería de transición ha sido enseñada en universidades en una gama de cursos completos, talleres, conferencias y seminarios. Sitios donde se ha enseñado: Grenoble INP, Francia; Universidad de Ciencias Aplicadas de Múnich, Alemania; Universidad de Duisburg-Essen, Alemania; Universidad de Brístol, Reino Unido; y Universidad de Canterbury, Nueva Zelanda. En 2020 se disponibilizaron cursos en línea  para ingenieros alrededor del mundo para obtener formación en el ámbito de la transición.

## Orígenes
La idea detrás de la ingeniería de transición se originó a partir de diferentes raíces, tanto técnicas como no técnicas. El concepto de desarrollo sostenible existe desde 1987 y el problema de la sostenibilidad fue una fuerza impulsora en el desarrollo de la ingeniería de transición. El movimiento de pueblo en transición proporcionó más inspiración, ya que mostró que había muchos grupos de personas en todo el mundo motivados para prepararse para el pico del petróleo y el cambio climático . Los pueblos en transición y las ecoaldeas demuestran la necesidad de que los ingenieros construyan sistemas que gestionen riesgos insostenibles y brinden a las personas opciones sostenibles. Los ingenieros tienen la obligación ética de "tener como prioridad la seguridad, la salud y el bienestar del público" y responder a la necesidad de la sociedad de un desarrollo sostenible.
Los orígenes de la ingeniería de seguridad proporcionó gran parte de la inspiración para la ingeniería de transición. A principios de la década de 1900, los dueños de negocios veían la seguridad en el lugar de trabajo como una inversión desperdiciada y los políticos fueron lentos en los cambios. Después de que el incendio de la fábrica Triangle Shirtwaist  en la ciudad de Nueva York matara a 156 trabajadores atrapados, 62 ingenieros se unieron para investigar cómo hacer que el lugar de trabajo fuese un lugar más seguro. Esto finalmente condujo a la formación de la Sociedad Estadounidense de Ingenieros de Seguridad.
Así como la ingeniería de seguridad gestiona los riesgos de las condiciones inseguras, la ingeniería de transición gestiona los riesgos de las condiciones insostenibles. Para dar a los ingenieros una mejor comprensión de la sostenibilidad, la ingeniería de transición define el problema como Insostenibilidad. Esto es similar al problema de las condiciones inseguras que es el propósito de la ingeniería de seguridad. No necesariamente sabemos cómo es un sistema perfectamente seguro, pero sí sabemos cómo son los sistemas inseguros y cómo mejorarlos; lo mismo se aplica a la insostenibilidad de los sistemas. Al reducir los problemas de insostenibilidad, damos pasos en la dirección correcta.

## El Método de los Siete Pasos
El método de Ingeniería de Transición consta de siete pasos para ayudar a los ingenieros a desarrollar proyectos para hacer frente a los cambios en las actividades no sostenibles. Como disciplina, la Ingeniería de Transición reconoce que las proyecciones "Business as Usual" de escenarios futuros a partir de tendencias pasadas no son válidas porque las condiciones subyacentes han cambiado lo suficiente con respecto a las condiciones del pasado. Por ejemplo, la proyección del suministro futuro de petróleo en 2050 a partir de datos anteriores a 2005 daría una expectativa de un aumento del 50% en la demanda durante ese período de tiempo. Sin embargo, la tasa de producción real de petróleo convencional no ha aumentado desde 2005 y se prevé que disminuya en más del 50 % para 2050.
1. Historia: En primer lugar, se recopilan datos históricos y se comprenden las tendencias históricas en contextos culturales y políticos. Se consideran todos los aspectos históricos del sistema. La ingeniería de transición investiga los efectos que la tecnología y los desarrollos sociales tienen sobre la demanda de energía y recursos. ¿Cómo llegamos a donde estamos ahora? ¿Por qué estamos aquí? ¿Qué factores nos ponen aquí?
2. Presente: Este paso evalúa la situación actual. Se consideran todas las capacidades actuales, inversiones, activos y condición/edad de los activos y pasivos. Se audita el uso de energía y se evalúa su comportamiento de uso final.[13]
3. Futuro: se consideran escenarios de todas las áreas de estudio para obtener una visión consensuada de las trayectorias inerciales de las tendencias actuales y las limitaciones de la capacidad de carga y la escasez de recursos.[14] Los ingenieros de transición aplican la ciencia del cambio climático, la geología del petróleo, la ecología, la hidrología, etc. para describir el "entorno operativo avanzado". Determinar la probabilidad de cada resultado futuro crea un entorno operativo futuro. Esto les da a los ingenieros y a los tomadores de decisiones restricciones con diferentes niveles de riesgo.[15][16]
4. Conceptos de cambio de ruta: la innovación tiene lugar en este paso cuando se dejan de lado los supuestos actuales sobre el comportamiento y la economía a favor de la consideración del entorno operativo futuro en el punto final del marco de tiempo del estudio. El innovador de TE se ubica en el futuro y utiliza las restricciones de diseño futuras para generar conceptos realistas y viables. El concepto innovador no es futuro.
5. Retroceso: Se analizan los conceptos de ruptura de camino para ver en qué se diferencian de la situación actual. En este paso también se analizan las barreras y estrategias para cambiar los sistemas existentes.[17]
6. Eventos desencadenantes: aunque los sistemas existentes conllevan una gran cantidad de inercia, si se aplica el desencadenante correcto en el momento adecuado, es posible una gran cantidad de cambios. Los desencadenantes pueden ser eventos desastrosos, como el colapso económico, o cambios externos, como una fusión corporativa, una nueva ley o un nuevo personal. También pueden ser proyectos de cambio de ingeniería. El evento desencadenante de la ingeniería de seguridad fue el “incendio en la fábrica de camisas triangulares”.[cita requerida] El desafío es comunicar las ventajas y los beneficios del cambio adaptativo e iniciar un evento disruptivo que permita a una organización salir de la rutina. Ver Gestión de cambios
7. Proyectos de cambio: finalmente, al planificar la oferta y la demanda futuras, se realizan proyectos de cambio para hacer el mejor uso de los recursos disponibles actuales. A través de estos proyectos, la sociedad será más resistente al pico del petróleo y al cambio climático.

## Asociación Global para la Ingeniería de Transición (AGIT)
La AGIT abrió el primer grupo en el Reino Unido en febrero de 2014. La AGIT es una Institución de Ingeniería Profesional; una asociación de miembros y sociedad científica, y comprende una red emergente de ingenieros y no ingenieros que comparten la idea de que los ingenieros son responsables de cambiar los sistemas de ingeniería para adaptarse a la reducción de combustibles fósiles y otros recursos no sostenibles. La Ingeniería de Transición es una disciplina de gestión del cambio. Al igual que la ingeniería de seguridad, la ingeniería de transición usa, audita y hace un inventario del diseño y la operación del sistema actual para cuantificar los riesgos para las actividades y los recursos esenciales durante un período de estudio. El marco de tiempo del estudio debe ser proporcional a la vida útil de los activos involucrados en la actividad. Una actividad es cualquier cosa que el sistema de ingeniería admita, por ejemplo, fabricación, tratamiento de aguas residuales, movilidad o conservación de alimentos . La ingeniería de transición reconoce que los métodos analíticos de análisis estratégico sobre un marco de tiempo de ciclo de vida están en desacuerdo con la mayoría de los análisis económicos que descuentan valores con el tiempo. El análisis estratégico realizado por la ingeniería de transición busca evitar inversiones bloqueadas al reconocer los riesgos de los recursos. Un ejemplo clásico de inversiones varadas es la pesquería de bacalao del Atlántico norte, donde se fabricó la mayor cantidad de barcos de arrastre de fondo (por ejemplo, los barcos responsables de destruir los lechos de desove del bacalao) en el año en que colapsaron las poblaciones de peces. La Asociación Global para la Ingeniería de Transición es una organización benéfica registrada con el número 1166048, registrada en la Comisión de Caridad del Reino Unido el 14 de marzo de 2016. Es una "Organización Caritativa Incorporada" o OCI.

## Libro de texto: Ingeniería de transición, construyendo un futuro sostenible
Publicado en noviembre de 2019 por CRC Press, Taylor & Francis. El libro de texto establece la premisa, los procesos, los métodos y las herramientas de la ingeniería de transición. El libro incluye las historias en perspectiva que la profesora Susan Krumdieck ha utilizado para dar sentido a los problemas perversos del cambio para reducir los combustibles fósiles. La profesora Krumdieck recibió los honores de Año Nuevo de Queens en 2021 con la Orden del Mérito de Nueva Zelanda por su investigación, enseñanza y publicación del libro. El libro también es popular entre los lectores no técnicos.
- 2019. Ingeniería de Transición, Construyendo un Futuro Sostenible, Susan Krumdieck, CRC Press, Taylor & Francis, Boca Raton.